# Baraccano
Il complesso monumentale del Baraccano è un insieme di edifici storici, di natura civile e religiosa, che si trova in un'area del centro storico di Bologna, prospiciente ai Giardini Margherita. 
Fanno parte del complesso il santuario della Madonna del Baraccano e una serie di edifici civili lungo la via Santo Stefano e all'interno, sulla piazza del Baraccano. Gli altri edifici del complesso ospitano una serie di uffici pubblici e un piccolo teatro.
All'interno del santuario si trovano il dipinto della Madonna del Baraccano di Francesco del Cossa e la Disputa di Santa Caterina attribuito al pittore bolognese Prospero Fontana.